# Kaskaskia
Kaskaskia is een plaats (village) in de Amerikaanse staat Illinois, en valt bestuurlijk gezien onder Randolph County.
In 1673 werd een missiepost gewijd aan de Onbevlekte Ontvangenis geopend voor de indianen in het noorden van Illinois door de Franse jezuïet Jacques Marquette. In 1700 verhuisde deze missie naar Kaskaskia ten gevolge van een indiaanse migratie. Deze missiepost werd een parochie. De Franse sulpiciaan Gabriel Richard was hier parochiepriester van 1793 tot 1798. Nadat hij naar Michigan was getrokken, werd hij opgevolgd door Donatian Olivier (1799-1827).

## Demografie
Bij de volkstelling in 2000 werd het aantal inwoners vastgesteld op 9. In 2006 is het aantal inwoners door het United States Census Bureau geschat op eveneens 9.

## Geografie
Volgens het United States Census Bureau beslaat de plaats een oppervlakte van 0,3 km², geheel bestaande uit land. Kaskaskia ligt op ongeveer 120 m boven zeeniveau.

## Plaatsen in de nabije omgeving
De onderstaande figuur toont nabijgelegen plaatsen in een straal van 16 km rond Kaskaskia.